# Rhizanthes zippelii
Rhizanthes zippelii — вид паразитических растений рода Ризантес (лат. Rhizanthes).

## Ботаническое описание
У растения отсутствуют корни, стебли, листья и фотосинтезирующие ткани. Растут на корнях винограда из рода тетрастигма (лат. Tetrastigma). Цветки белые, кончики лепестков коричневые.

## Ареал
Обитают в тропических лесах на западе Явы.

## Внешние ссылки
- https://books.google.com/books?id=F97dSF-_j0UC&lpg=PA58&dq=Rhizanthes%20description&pg=PA58#v=onepage&q=Rhizanthes%20description&f=false
- Фотографии Rhizanthes zippelii